# 山中宿
山中宿（やまなかしゅく）は、紀州街道の宿場。
雄ノ山峠北麓の和泉国日根郡山中村（現在の大阪府阪南市山中渓）に設けられた。山中渓は阪南市の南東端に位置し、地内中央を流れる山中川にほぼ沿って走る街道周辺の集落を除けばほとんどが山間地である。雄ノ山峠を南に越えると紀伊国の国府がすぐのところにあったため、京都と国府を結ぶ最短経路として古代から重要視された。

## 歴史
山中宿の辺りは和泉国と紀伊国を結ぶ交通の要衝で、『日本後紀』延暦23年（804年）10月13日条に、桓武天皇が紀伊国行幸の帰路に通ったとの記述があるほか、『民経記』永保元年9月25日条、『台記』久安9年（1148年）3月19日条・久安5年（1149年）5月5日条などにも通行の記録が見られる。また、平治の乱のとき、切目王子から引き返した平清盛が「於の中山」で京都からの使者に出会った（『平治物語』）とされているが、この「於の中山」とは雄ノ山峠のことであると考定されている。
平安時代中期以降、熊野参詣の隆盛に伴って熊野街道が整備されると、山中村の地内にも九十九王子社が設けられ、後鳥羽院参詣記（『明月記』所収）建仁元年（1201年）10月8日条に「次参ウハ目王子、次参地蔵堂王子」、『民経記』承元4年（1210年）4月24日条には「宇麻目王子」との記述が見られる。
南北朝時代には山中関という関所が置かれ、関銭は河内観心寺（河内長野市）の法華堂造営料所とされているが、建徳元年（1370年）には関銭徴収権が半減されている（「観心寺文書」）。
宿駅設置の具体的な時期や構造は詳らかではないが、山中宿は紀州藩が参勤交代路を紀州街道に切り替えた元禄14年（1701年）以降に活況を呈した宿場である。18世紀に作成された古文書『脇田家文書』によれば、天明4年（1784年）付で宿駅に伴う助郷負担の減免を願い出る文書「泉州信達宿大助郷御免願」があるところから、遅くとも18世紀半ばまでには設置されたものと見られる。
同文書が述べるところによれば、もともと山中宿助郷は鳥取荘・下荘の22ヶ村に課されていたが、寛永年間に下荘が助郷を離れたため、鳥取荘の11ヶ村が担わなければならなくなった。江戸時代を通じて、助郷による負担は重いものであったと見え、負担の軽減、もしくは助郷を担う村を増やすことを願い出る訴願が繰り返し提出されているが、最終的に解放されるのは1872年（明治5年）を待たねばならなかった。

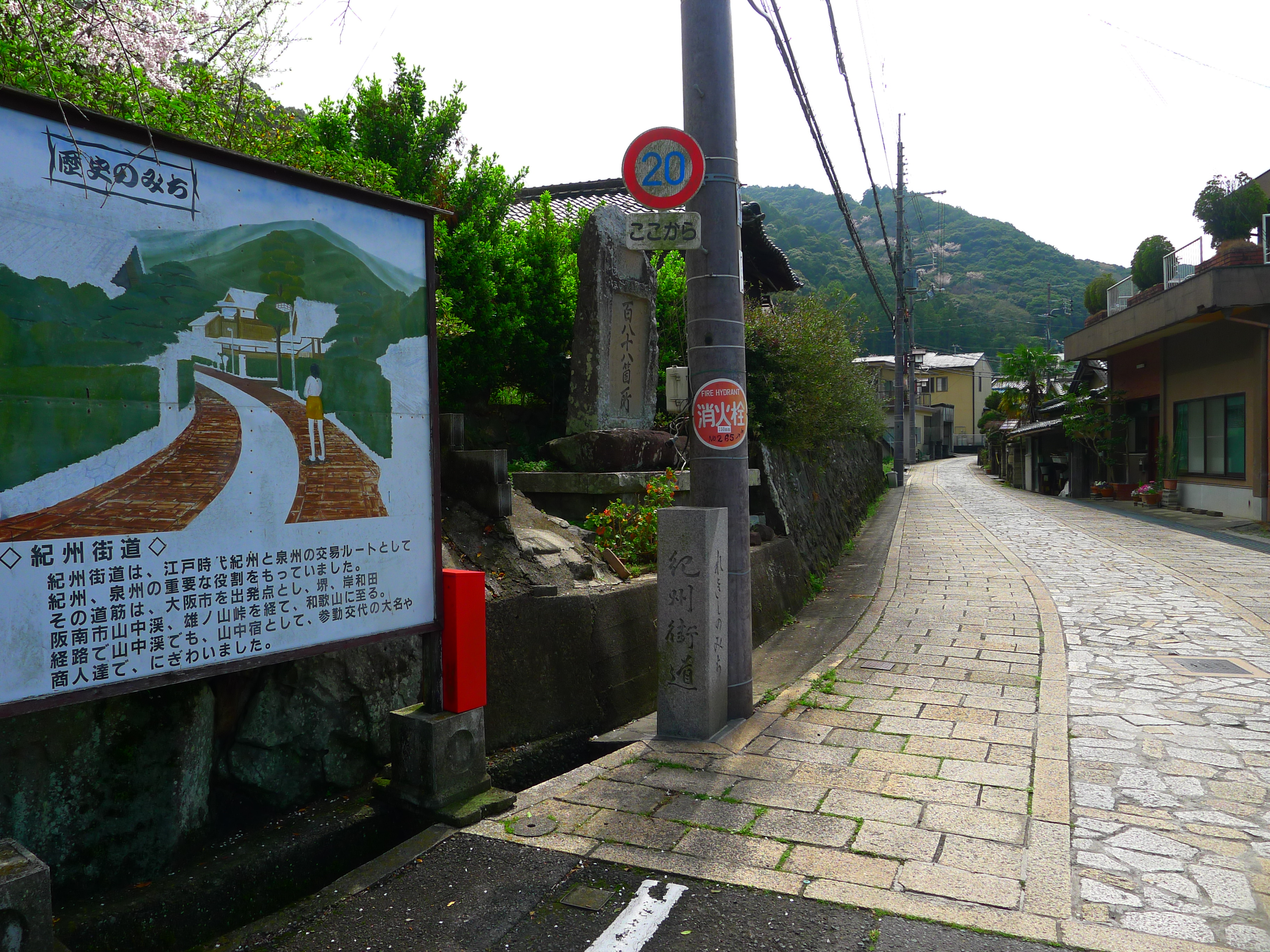
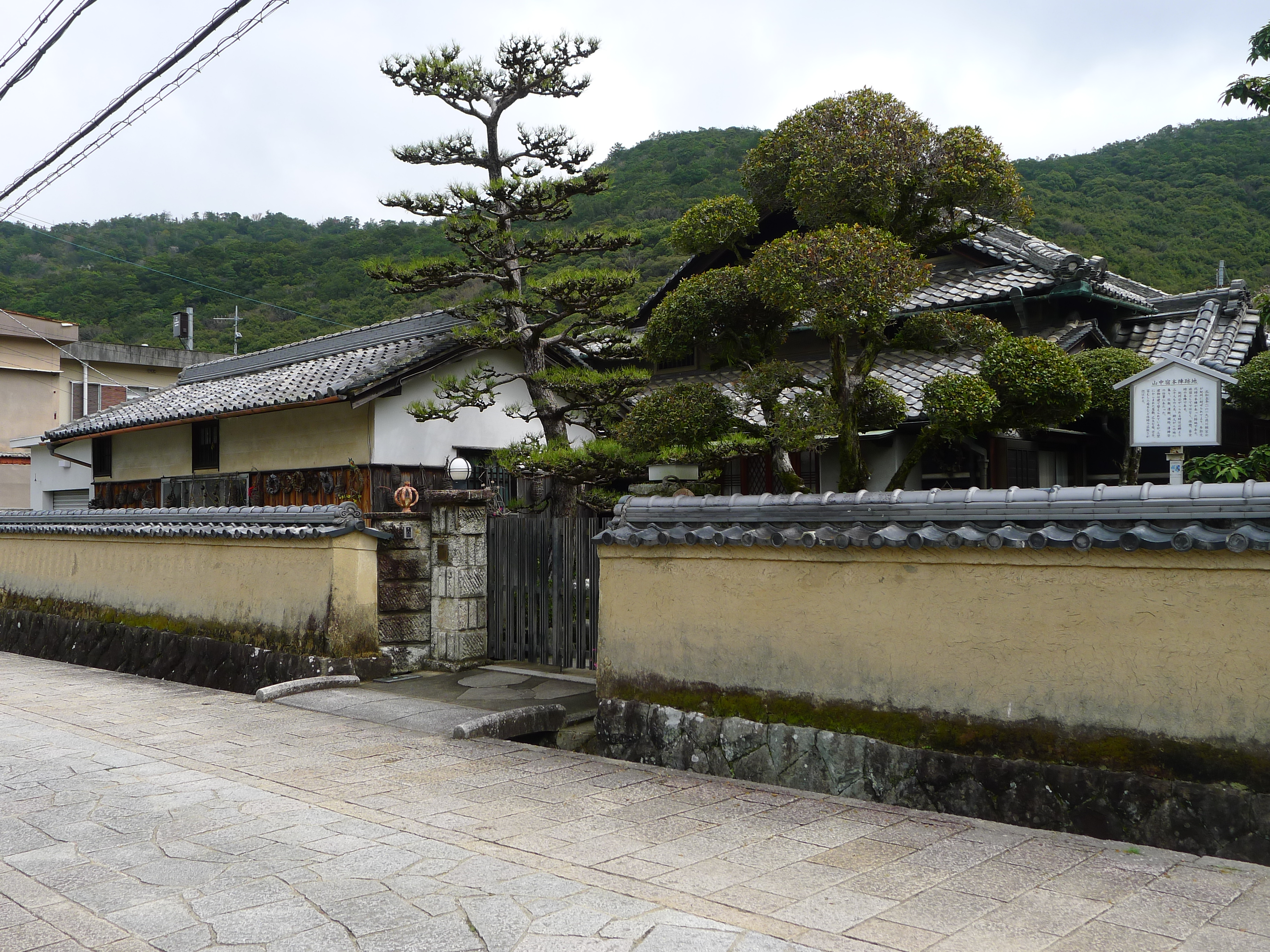
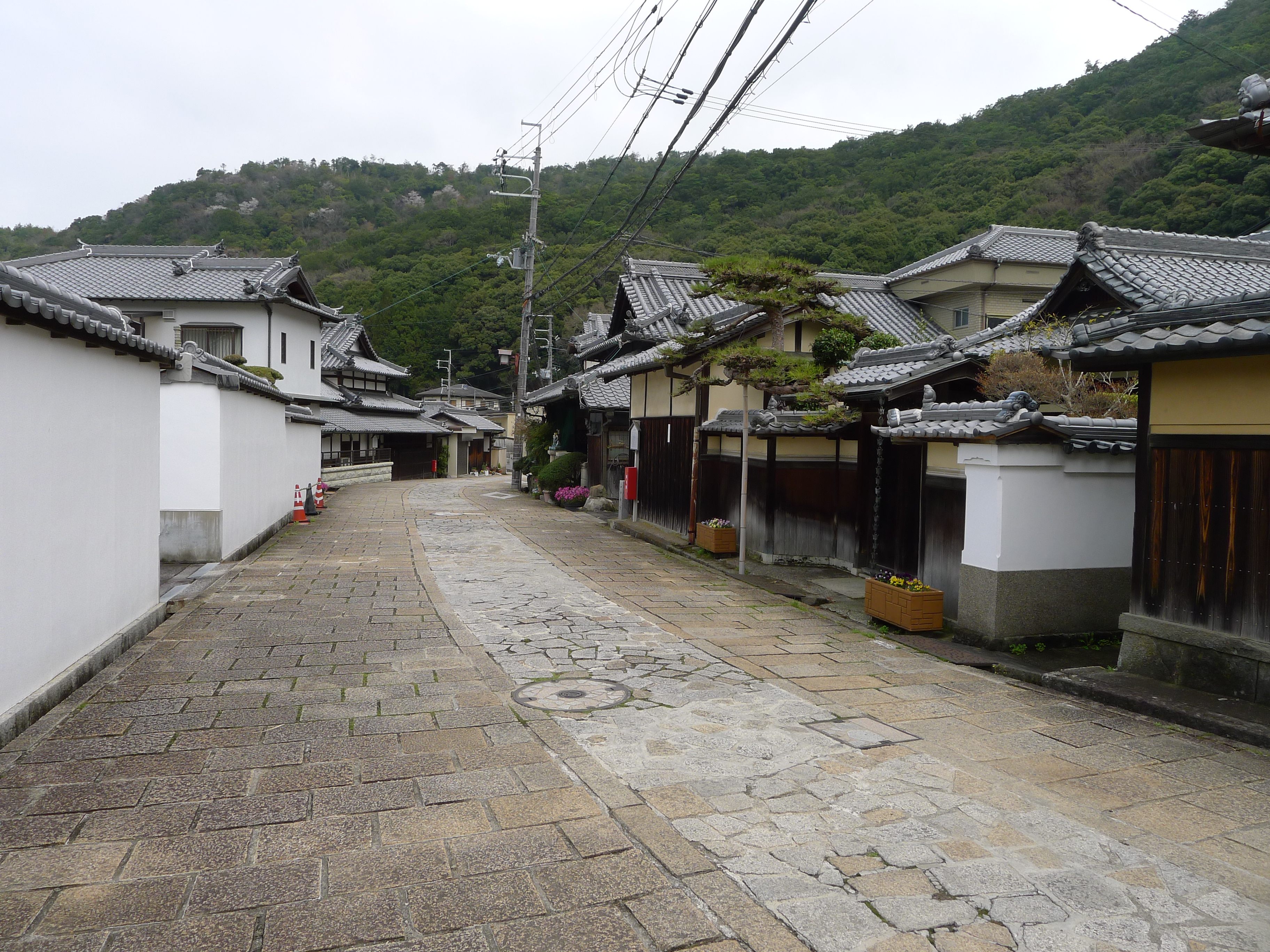
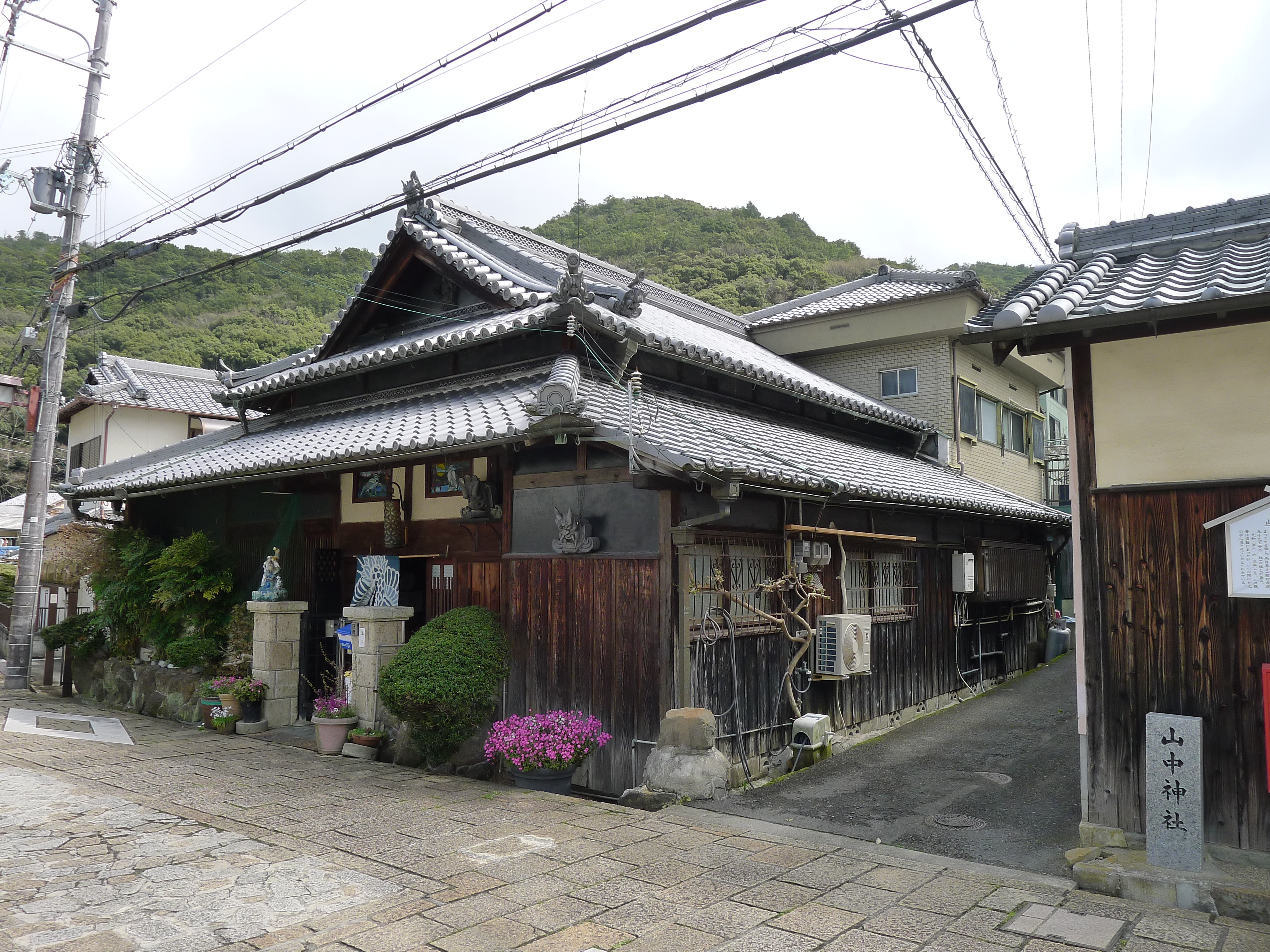
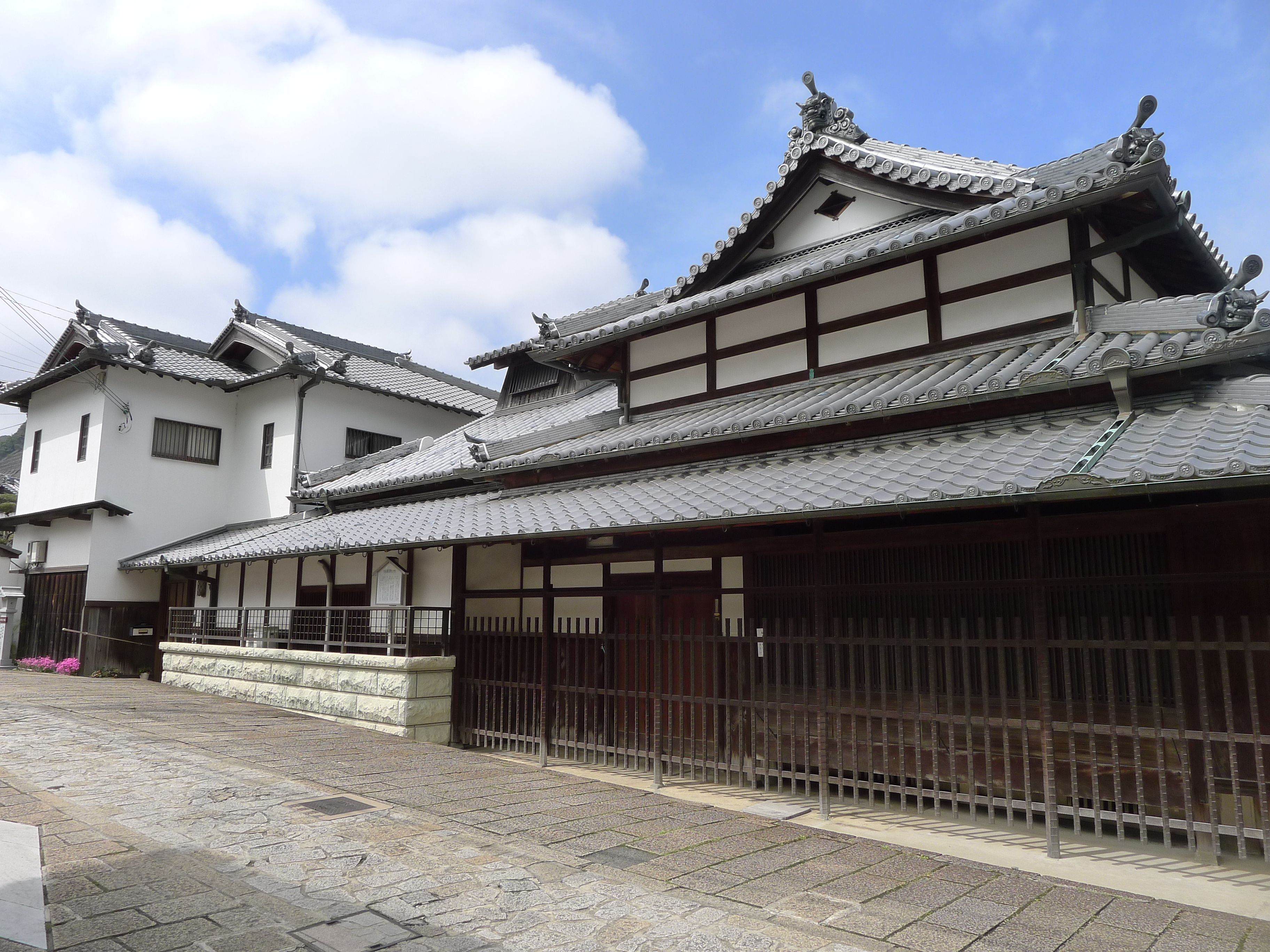
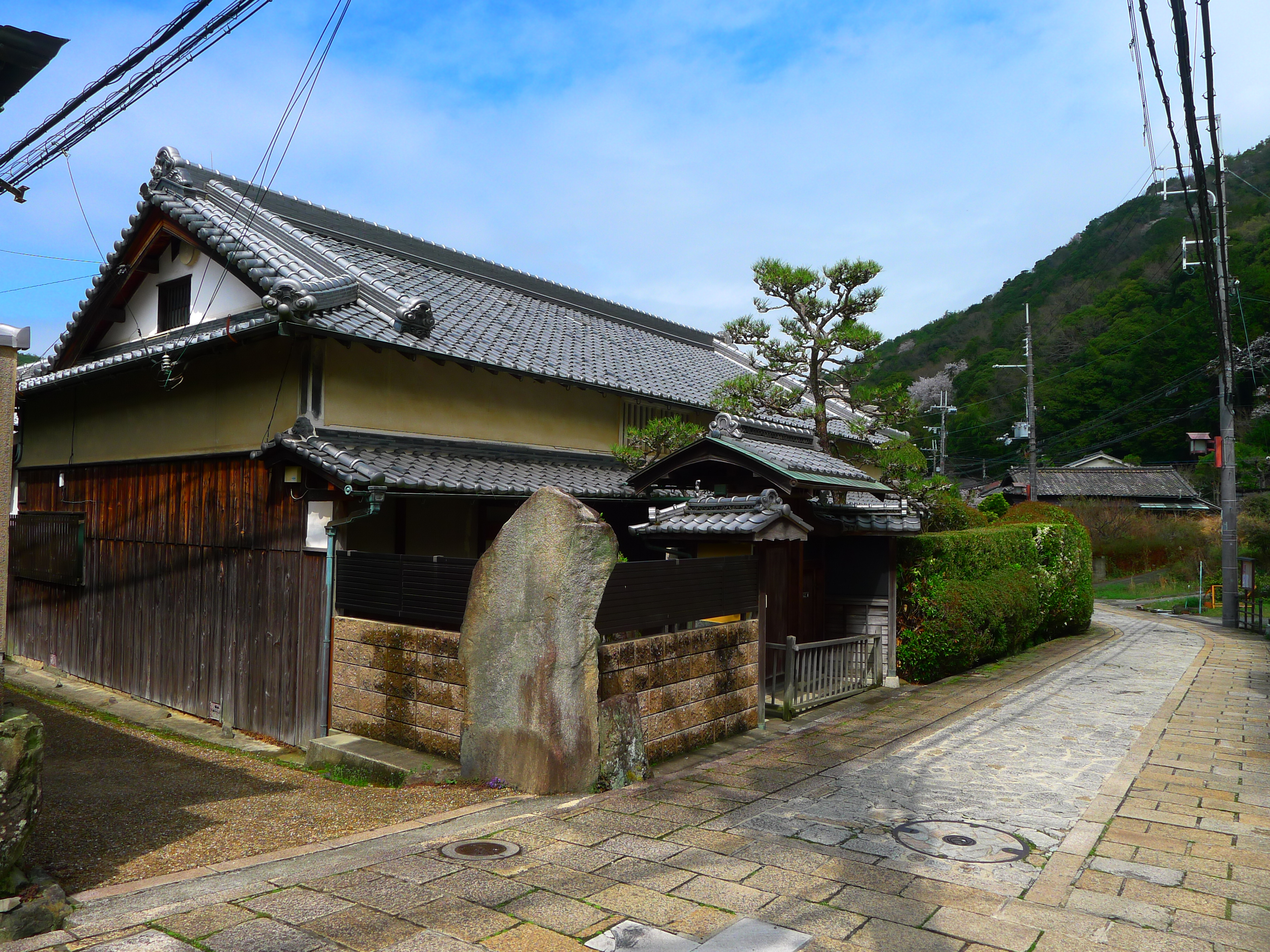

## 注
1. 1 2  「角川日本地名大辞典」編纂委員会[1983: 1698]。
2. 1 2 3 4 5 6  平凡社[1998: 1510]
3. ↑  「角川日本地名大辞典」編纂委員会[1983: 1699]。

## 文献
- 平凡社、1998、『大阪府の地名』、平凡社（日本歴史地名大系28） ISBN 458249028X
- 「角川日本地名大辞典」編纂委員会、1983、『大阪府』、角川書店（角川日本地名大辞典27）